# Sveti Filip i Jakov
Sveti Filip i Jakov je naselje na Hrvaškem, ki je središče občine Sveti Filip i Jakov Zadrske županije.
Sveti Filip i Jakov (prej Filipjakov) je naselje s pristaniščem, ki leži med državno cesto D8 (E65, imenovano tudi Jadranska magistrala) in obalo Pašmanskega kanala okoli 4 km severozahodno od Biograda na Moru. Središče slikovitega primorskega naselja je oddaljeno  okoli 700 m od obale. Do 15. stoletja se je imenovalo Pristan. Razvilo se je okoli srednjeveške gotske cerkve, posvečene apostoloma sv. Filipu i Jakovu, obnovljene in dograjene leta 1707. V naselju stoji več starih gradenj: ostanki Kaštela (opatijski dvor), zgradbe družine Borelli ter palači družine Pelicarić in Oštrić. Na mestu današnjega naselja je ležalo majhno liburnisko naselje, od katerega sta ostala le suhozid in gomilno grobišče. V dobi rimske oblasti so tu postavili razne gospodarske objekte in vile za rimske veterane, na bližnjem otočku Frmić, ki leži sredi Pašmsnskega kanala, pa so ohranjeni ostanki poznoantične cisterne. V srednjem veku je naselje pripadalo benediktinskemu samostanu v Rogovu, od katerega je ostala samo še cerkvica sv. Roka iz 11. stoletja. V starih listinah se do 15. stoletja omenja kot Pristan (Rogovski pristan) ter je služil kot najugodnejši izhod rogovskim benediktincem na morje; v tem stoletju je v starih listinah omenjen kot San Filippo e Giacomo di Rogovo. V obdobju beneške uprave (15. do 18. stol.) je bil večkrat izpostavljen turškim napadom, prebivalci pa so bili razseljeni. Današnje jedro naselja se je izoblikovalo v 17. in 18. stoletju okoli župnijske cerkve sv. Mihovila, ki je bila leta 1707 povečana ter posvečena v sv. Filipa i Jakova.

## Demografija
| Pregled števila prebivalcev po letih | Pregled števila prebivalcev po letih | Pregled števila prebivalcev po letih | Pregled števila prebivalcev po letih | Pregled števila prebivalcev po letih | Pregled števila prebivalcev po letih | Pregled števila prebivalcev po letih | Pregled števila prebivalcev po letih | Pregled števila prebivalcev po letih | Pregled števila prebivalcev po letih | Pregled števila prebivalcev po letih | Pregled števila prebivalcev po letih | Pregled števila prebivalcev po letih | Pregled števila prebivalcev po letih | Pregled števila prebivalcev po letih |
| ------------------------------------ | ------------------------------------ | ------------------------------------ | ------------------------------------ | ------------------------------------ | ------------------------------------ | ------------------------------------ | ------------------------------------ | ------------------------------------ | ------------------------------------ | ------------------------------------ | ------------------------------------ | ------------------------------------ | ------------------------------------ | ------------------------------------ |
| 1857                                 | 1869                                 | 1880                                 | 1890                                 | 1900                                 | 1910                                 | 1921                                 | 1931                                 | 1948                                 | 1953                                 | 1961                                 | 1971                                 | 1981                                 | 1991                                 | 2001                                 |
| 371                                  | 367                                  | 311                                  | 403                                  | 515                                  | 596                                  | 738                                  | 800                                  | 889                                  | 1002                                 | 1189                                 | 1325                                 | 1451                                 | 1645                                 | 1661                                 |